# 支那の夜 (曲)
「支那の夜」（しなのよる、英題：CHINA NIGHT、CHINA NIGHTS）は、日本映画『支那の夜』の主題歌。作詞は西條八十、作曲は竹岡信幸、編曲は奥山貞吉、初生歌手は渡辺はま子。

## 概要

### 戦時中
松平晃の歌った「上海航路」とのカップリングで1938年（昭和13年）12月に発売された。当初は全く売れなかったが、半年ぐらい経った頃から売れ出し、1年後には戦線の将兵の間でも大流行した。1940年（昭和15年）には李香蘭・長谷川一夫の主演で映画化（『支那の夜』）された。
山本五十六はこの歌が好きで、聯合艦隊旗艦の長門では、軍楽隊によって演奏されたこともある。

### 外国での流行

#### アジア
1940年（昭和15年）前後、ベトナム、タイ、インドネシア、台湾など、当時日本の占領地だったアジアでは、この歌が広く流行しており、そのため各国で映画が上映された。
ビルマ首相バー・モウは、この歌を「日本人の誰よりも上手く」唄ったという。

#### 中国
中華民国上海市では、1942年（昭和17年）秋以降流行し、現地の人気歌手・姚莉によって、北京語のカバー曲（タイトル「春的夢」、作詞: 陳歌辛）が作られた。
その影響で、1943年（昭和18年）2月、映画『支那の夜』がリバイバル上映された際には、約2万人の中国人観客を動員、「主題歌を観客が和して歌う」という現象が起きている。
戦後は中国の懐メロとして親しまれ、中国大陸・台湾・香港・マレーシアなどの中華圏では、「春的夢」「春之夢」「中国之夜」といったタイトルで、現代でもカバー曲が作られている。

#### アメリカ合衆国
太平洋戦争中、海外放送に使われ、これを聞いたアメリカ兵は「China Nights」（チャイナ・ナイト）と呼んで愛唱。終戦後、競ってレコードを求めた。
朝鮮戦争の戦場で盛んに歌われ、朝鮮戦争を舞台にした映画『零号作戦』音楽監督のヴィクター・ヤングが、劇中アン・ブライス、ロバート・ミッチャムに「ゴールデン・ムーン」というタイトルで歌わせている。
アメリカ合衆国のレコード会社からも、カバー曲が作られ、1963年（昭和38年）には、坂本九が『上を向いて歩こう』に続くアメリカ進出第二弾レコードとしてこの曲を吹き込み、Billboard Hot 100で最高58位を記録した。坂本の歌唱版は長年日本では発売されていなかったが、2004年（平成16年）春に東芝EMIの倉庫でマスターテープが発見され、同年8月4日発売の『坂本九 メモリアル・ベスト』のボーナス・トラックとして日本発売された。 
世界的にヒットし、多数のカバーが外国で作られた「支那の夜」であったが、終戦後、著作権がアメリカに接収されたことにより、作者の西條八十と竹岡信幸は1961年（昭和36年）になるまで、権利料を得ることができなかった。

### 戦後
戦後しばらくは「支那」という言葉が問題になり、再吹き込み盤のレコードを製作することができなかった。そのため、同じ作曲者・作詞者・歌手に藤山一郎を加えたアンサーソング「東京の夜」が作られている。
1952年（昭和27年）になると、コロムビアは再吹き込み盤を企画するが、渡辺はま子はビクターに移籍しており、山口淑子は「支那」という言葉を問題にして拒否。翌年、胡美芳の歌唱で戦後再発売盤と同じ番号のレコードを発売した。
1969年（昭和44年）にビクターから発売された渡辺はま子のアルバム『支那の夜／渡辺はま子 懐かしのアルバム』（規格品番：SJX-10011）にて、渡辺はま子が「支那の夜」を再吹き込みしている。
1980年代前半より、駐日本国中華人民共和国大使館の抗議によって再び「支那」が問題となり、現在民放のテレビやラジオでは、ほとんど放送されない歌になっている。
時折放送されることはあり、21世紀には『女たちの中国』（2008年）での映画『支那の夜』紹介シーン、渡辺はま子の生涯をテレビドラマ化した『戦場のメロディ』（2009年）で劇中歌として流されたほか、2014年（平成26年）に山口淑子が死没すると、NHK総合テレビジョン『クローズアップ現代』にて、「支那の夜」が映画と共に放送された。

## 主なカバー

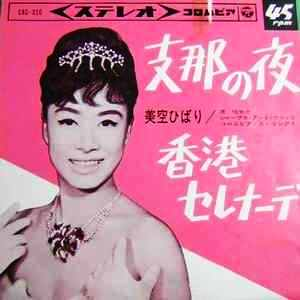
美空ひばり「支那の夜」（1964年11月20日発売）

「支那の夜」はさまざまな国で、タイトルを変えてカバーされている。
以下の一覧において、歌手本人の国籍とは合致しないものがあるが、これはレコード会社を国の基準にしているためである。 
日本
- 渡辺はま子
- 山口淑子
- 胡美芳
- 美空ひばり
- 都はるみ
- コロムビア・オーケストラ
- フランキー堺とシティ・スリッカーズ
- キャロル・バラー（TRULY LULU）

アメリカ（タイトル：CHINA NIGHT、CHINA NIGHTS）
- カル・ジェイダー
- ソニー・ジェームス
- マーティン・デニー
- 坂本九
- ミヨシ・ウメキ（ナンシー梅木）
- Jack Burger
- ディック・カーレス（英語版）
- キム・シスターズ（英語版）

イギリス（タイトル：CHINA NIGHT）
- フランク・チキンズ

中国
- 姚莉（春的夢）[12]
- MIDI＋古箏（中国之夜）[13]

香港
- 崔萍（春的夢）
- 江玲（春的夢）
- 蓓蕾 Billie Tam（春的夢）
- 汪明荃（春的夢）
- 馮素波（中国之夜）
- 伍木蘭（売剩蔗）広東語
- 鄭君綿（輸完又嚟賭過）広東語
- 呂紅（春来冬去）広東語
- 麗莎（春来冬去）広東語
- 林志美（愛的微波）広東語

他、香港映画「四姉妹」（昭和41年）で、劇中歌として広東語で使われている。
台湾
- 鳳飛飛（春的夢）
- 林淑蓉（春之夢）
- 蔡幸娟（春之夢）
- 千百惠（春之夢）
- 白冰冰（中国之夜）台湾語
- 張蓉蓉（敬相思）台湾語
- 龍千玉（美麗的故郷）台湾語

朝鮮
- 宋金鈴（가지를마세요）

インドネシア
- ワルジーナ（Sh na no Yoru）

タイ
- ルンルディー・ペーンポンサイ
- ソンディ･ソッサイ

シンガポール
- 方靜（相思夢）福建語
- 黄清元（春的夢）

マレーシア
- 龍飄飄（春的夢）[14]
- 謝采妘（春之夢）[14]

## 関連文献
- 青木深「アメリカの「支那の夜」：太平洋を渡った「極東」の歌」 （輪島裕介・永冨真梨編『入門ポピュラー音楽の文化史 〈戦後日本〉を読み直す』ミネルヴァ書房、2024年）